# Denis Blundell
Sir Edward Denis Blundell (Wellington, 29 maggio 1907 – Townsville, 24 settembre 1984) è stato un avvocato, diplomatico e politico neozelandese.

## Biografia
Era il figlio di Henry Percy Blundell, nipote di Henry Blundell, fondatore di The Evening Post e rampollo dell'antica famiglia Lancashire. Frequentò il Waitaki Boys' High School e il Trinity College.

## Carriera
Nel 1930 tornò in Nuova Zelanda, dove esercitò la professione di avvocato e procuratore legale a Wellington. È stato un socio dello studio legale Bell Gully (1936-1968). Durante la seconda guerra mondiale era un tenente colonnello del 2nd New Zealand Expeditionary Force.
Blundell è stato nominato dal Primo Ministro Keith Holyoake come Alto Commissario per la Nuova Zelanda in Gran Bretagna e l'ambasciatore in Irlanda nel 1968. Nel 1972 è tornato in Nuova Zelanda.

### Governatore Generale
Blundell è stato nominato nel 1972 dalla regina Elisabetta II su consiglio del suo primo ministro Jack Marshall alla carica di Governatore generale della Nuova Zelanda. Il capo dell'opposizione, Norman Kirk, non ha sostenuto la nomina, a causa dell'amicizia di Blundell con il Primo Ministro.
Blundell è stato il primo governatore generale a comparire nelle liste elettorali, per l'elezione generale del 1972, anche se non si sa se ha votato. Il suo mandato terminò nel 1977.

## Matrimonio
Nel 1945 sposò June Halligan. La coppia ebbe due figli.

## Morte
Morì mentre in vacanza a Townsville, il 24 settembre 1984.